# Buridanův osel

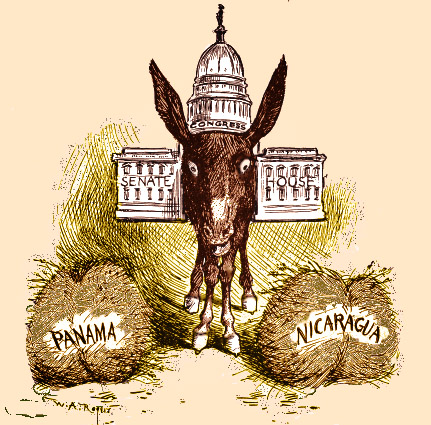
Karikatura (přibližně z roku 1900), která přirovnává nerozhodnost kongresu USA zda postavit kanál v Panamě či v Nikaragui k nerozhodnosti Buridanova osla.

Buridanův osel je obrazné vyjádření pro lidskou nerozhodnost. Termín se vztahuje k paradoxní situaci, kdy osel mezi dvěma kupkami sena stejného objemu a kvality zemře hladem, protože se není schopen rozhodnout, z které kupky si má vzít.

## Diskuse
Tvůrcem paradoxu nebyl Jean Buridan, filosof 14. století, po kterém je pojmenován. Poprvé je paradox uveden v Aristotelově spisu De Caelo (O nebi), kde Aristoteles zmiňuje příklad muže, který nic nepodnikne, protože je stejně hladový jako žíznivý a stojí před problémem, zda se najíst, nebo napít. Buridan diskutuje tento problém a zastává stanovisko morálního determinismu – jsme-li postaveni tváří v tvář alternativním možnostem činů, snažíme se vybrat si větší dobro. Člověk je schopen odložit rozhodnutí kvůli tomu, aby dosáhl ještě přínosnějšího výsledku. Pozdější spisovatelé toto satiricky pojali tak, že osel, který je konfrontován se dvěma stejně žádoucími kupkami sena, musí nezbytně umřít hlady, zatímco zvažuje rozhodnutí.
Další zastánci determinismu kladli důraz na to, že tento scénář nepředstavuje pravý paradox. Nelze zemřít mezi dvěma stejně příjemnými variantami.
Baruch Spinoza říká:
Jestliže člověk nejedná ze svobodné vůle, co se může stát, když popudy k jednání jsou vyrovnané jako v případě Buridanova osla? Musím připustit, že by člověk postavený před vyrovnaný stav – ekvilibrium (jmenovitě jestliže pociťuje hlad a žízeň a má po ruce stejně dostupné jak jídlo, tak tekutinu) mohl zemřít hlady nebo žízní. Jestliže se mne zeptáte, zda takový jedinec nemá být považován spíše za osla než za člověka, odpovídám, nevím, ale je možno ho považovat za dítě, blázna, šílence či něco podobného.

## Mediální odkazy
- Buridanův osel, autor Günter de Bruyn[2] – román na téma nerozhodnosti v lásce
- Svoboda volby (Freedom of Choice) – píseň skupiny Devo [zdroj?] (místo osla používá příklad psa)
- Marketingové noviny – úvaha o nerozhodnosti českých manažerů Archivováno 30. 6. 2007 na Wayback Machine.
- V epizodě Aspekty pravdomluvnosti (S10E07) Teorie velkého třesku se Sheldon zamýšlí nad Buridanovým oslem, když se nemůže rozhodnout, jestli má zůstat bydlet s Amy nebo se vrátit k Leonardovi.[3]
- Buridanův geneticky modifikovaný osel – stránky komixu vydávané od roku 2006, stripy jsou mnohdy filozoficky satirické.

## Psychologie
Paradox je v psychologii řazen do problematiky „approach-approach conflict“, výběru ze dvou stejně atraktivních cílů, který popsal Kurt Lewin..